# Сандро Бертаджа
Сандро Бертаджа (італ. Sandro Bertaggia; 7 травня 1964, м. Цуг, Швейцарія) — швейцарський хокеїст, захисник.
Вихованець хокейної школи ХК «Цуг». Виступав за ХК «Цуг», ХК «Фрібур-Готтерон», ХК «Лугано», ХК «Мерано».
У чемпіонатах Швейцарії — 683 матчі (84+139), у плеф-оф — 159 матчів (19+43).
У складі національної збірної Швейцарії учасник зимових Олімпійських ігор 1992 (7 матчів, 0+2), учасник чемпіонатів світу 1987, 1990 (група B), 1991, 1992, 1993, 1995 і 1996 (група B) (41 матч, 2+7).
Син: Алессіо Бертаджа.
Досягнення
- Чемпіон Швейцарії (1986, 1987, 1988, 1990, 1999, 2003), срібний призер (1989, 1991, 2000, 2001).